# Electronic Gaming Monthly
Electronic Gaming Monthly (EGM) ist ein US-amerikanisches Computerspielmagazin.

## Geschichte
Das Magazin wurde im März 1989 von Steve Harris als Fachmagazin für Spielkonsolen ins Leben gerufen und erschien monatlich im Verlag der Sendai Media Group. 1996 wurde Sendai von Ziff Davis übernommen, wo die EGM als Schwestermagazin der Computer Gaming World (CGW) den Konsolenbereich abdeckte. Im Januar 2009, kurz vor dem zwanzigjährigen Jubiläum, wurde das Magazin nach 239 Ausgaben von der finanziell ins Straucheln geratenen Verlagsmutter eingestellt. Die Einstellung war Teil einer umfassenden Restrukturierung des Verlagsportfolios. Im April 2008 war bereits das CGW-Nachfolgeformat Games for Windows eingestellt worden, zeitgleich mit der Einstellung der EGM wurden das Computerspiel-Onlineangebot des Verlags veräußert. Für die EGM konnte jedoch trotz zuletzt 500.000 Lesern kein Käufer gefunden werden. Nach der Einstellung erwarb Heftgründer Steve Harris die Namensrechte von Ziff Davis zurück. Seit April 2010 erscheint das Magazin unter seiner Leitung im Verlag EGM Media. Mit der Wiederbelebung des Hefts wurde der Rhythmus auf zweimonatliche Erscheinungsweise umgestellt und das Berichterstattungsfeld auf den PC und mobile Plattformen ausgeweitet.

## Website
Die erste Website des Magazins erschien unter der Domain nuke.com. 1996 wurde die Seite mit GameSpot verschmolzen, nachdem Ziff Davis die Sendai Media Group übernommen hatte. Nachdem GameSpot 2003 von Ziff Davis an CNET veräußert wurde, wurde 1Up.com zur neuen Internetpräsenz des Magazins. Diese wurde zeitgleich mit der Einstellung der Printausgabe der EGM separat veräußert, bevor sie nach einem weiteren Besitzerwechsel zusammen mit IGN wieder von Ziff Davis übernommen und im Februar 2013 eingestellt wurde. Seit dem Relaunch findet sich die Seite zum Magazin unter der Domain egmnow.com.

## Ableger
Juli 1994 erschien mit EGM2 (stilisiert: EGM2) eine Schwesterpublikation, die sich auf Cheats und Lösungshilfen spezialisierte. Es erschienen insgesamt 49 Ausgaben, bevor das Magazin im August 1998 in Expert Gamer und nach 39 weiteren Ausgaben im November 2001 schließlich in GameNOW umbenannt. Im Januar 2004 wurde die GameNOW nach 27 Ausgaben schließlich eingestellt.
Daneben gab es mehrere fremdsprachige Ableger des Magazins, die von jeweils eigenen Redaktionen geführt wurden
- Von November 2002 bis 2008 erschien im Verlag von Editorial Televisa in Mexiko die Electronic Gaming Monthly en español. Chefredakteur des Blattes war Adrián Carbajal. Im Dezember 2008 wurde das Magazin wegen finanzieller Probleme von Ziff Davis wieder eingestellt.[7]
- Ab 2003 verlegte das Unternehmen Conrad Editora die EGM Brasil, bevor es ab Winter 2005 bei Futuro Comunicação erschien. Mit der Einstellung der EGM US wurde das Magazin in EGW (Entertainment + Game World) umbenannt.
- Weitere ausländische Ausgaben: EGM Thailand (Verlag: Future Gamer Company), EGM Singapore (Verlag: MediaCorp Publishing), EGM Italia (Verlag: Edizioni Star Comics S.r.l.) und EGM Turkey (Verlag: Merkez Dergi).